# Sigerico
Sigerico (¿? – 415) fue un rey visigodo que gobernó durante siete días en el año 415. Su nombre significa Rey Victorioso o Rey de la Victoria (gótico sigis-victoria y reiks-rey).

## Biografía
Tras el asesinato de Ataúlfo, por un asesino al servicio del general Sarus, quien había sido mandado asesinar anteriormente por Ataúlfo y era el hermano de Sigerico, se generó una lucha por el control del trono entre Sigerico y Walia, hermano de Ataúlfo, ganando en un principio Sigerico.
En sus pocos días de gobierno dio pruebas inequívocas de sus intenciones: mandó matar a seis hijos de Ataúlfo, para evitar futuros descendientes, y vejó a Gala Placidia, viuda de Ataúlfo y hermana del emperador Honorio, obligándola a caminar junto con otros prisioneros delante de su caballo hasta una distancia de doce millas desde la ciudad de Barcelona. Esta situación generó un gran malestar entre los partidarios de Walia, quienes le asesinaron al séptimo día de su reinado.